# Takahiro Itō
Takahiro Itō (伊藤 隆大 Itō Takahiro?,  Funabashi, Prefectura de Chiba, 25 de junio de 1987 - Sagamihara, Prefectura de Kanagawa, 8 de marzo de 2009) fue un actor y seiyū japonés, afiliado a Quarter Tone.

## Biografía
Itō nació el 25 de junio de 1987 en la ciudad de Funabashi, Chiba. Tenía un hermano mayor por cuatro años, Atsushi, quien también ha incursionado como actor. En 1990, se unió a la compañía de teatro Sanno Production co.ltd junto a su hermano; debutó en 1992 como un pequeño papel en un drama de TV Tokio. Apareció en numerosos dramas de televisión y películas desde su infancia. En 2005, participó con su hermano en el drama de Fuji TV, Densha Otoko, así como también en el drama taiga Yoshitsune. También aparecería en Nodame Cantabile, interpretando a Haruto Segawa, uno de los personajes principales. Itō se graduó de la Chiba Prefectural Kōnodai High School y se inscribió en el curso de diseño en la Universidad de Hōsei. Sus intereses incluían tocar el piano y la viola, además de poder hablar coreano.
El 8 de marzo de 2009, el cuerpo de Itō fue descubierto dentro de un automóvil en un estacionamiento cerca del lago Sagami en Sagamihara, Kanagawa, junto con algunos yeontan (aparentemente usados para suicidarse) y una nota dirigida a su familia. Se determinó que la causa de su muerte fue intoxicación aguda por monóxido de carbono.

## Filmografía

### Películas
- Andromedia (1998) - Niño en el autobús

### Dramas de televisión
- - Chūbō
- Nodame Cantabile - Haruto Segawa

## Como actor de voz

### Doblaje
- Perdidos en el espacio - Will Robinson
- Mentors - Oliver Cates
- Jack the Bear - Dylan Leary
- Teenage Mutant Ninja Turtles III - Yoshi

### Animación
- Boogiepop Phantom